# Lugros
Lugros er en by og kommune i det sydøstlige Spanien i provinsen Granada. Den har et indbyggertal på 308 (2024) indbyggere.